# Corisco
Corisco ist eine afrikanische Insel, Teil von Äquatorialguinea. Sie liegt 24 Kilometer vom Festland entfernt in der Bucht von Corisco. Sie hat eine Fläche von 14 Quadratkilometern, ihr höchster Punkt liegt 35 Meter über dem Meer. Der Name Corisco stammt von dem portugiesischen Wort für „Blitz“.

## Geographie und Bevölkerung
Die Oberfläche der Insel ist stark gegliedert. Neben Bergen und Senken, Flüssen, Seen und Wäldern gibt es auch Sümpfe und Wiesen. Die Küste besteht vielerorts aus Sandstränden.
Die ursprünglichen Bewohner sind Bantu, die Benga genannt werden. Siedlungsschwerpunkt der Insel ist der Ort Gobe im Südwesten der Insel, der auch den Hauptort darstellt.

## Geschichte
Die Insel hat eine wechselvolle Geschichte. Die europäische "Entdeckung" der Insel durch die Portugiesen datiert ungefähr auf das Jahr 1470. 1778 erwarb Spanien im Vertrag von Pardo die Insel Corisco von den Portugiesen, um eigene Stützpunkte für den Sklavenhandel in der Region aufzubauen. Die Insel konnte aber nicht dauerhaft besiedelt werden.
Juan José de Lerena y Barry nahm Corisco 1843 erneut für Spanien in Besitz. 1855 siedelten dort amerikanische presbyterianische Missionare. Seit 1858 gehörte die Insel zur spanischen Kolonie Río Muni, deren Zugehörigkeit zu Spanien im Vertrag von Paris 1900 von den Kolonialmächten Großbritannien, Frankreich und Deutschland anerkannt wurde.
1956 wurde Río Muni zur Überseeprovinz, mit Vertretung im spanischen Parlament. Seit 1968 ist Corisco Teil der Republik Äquatorialguinea. Im Jahr 1981 stieg aufgrund von Öl-Probebohrungen durch die Firma Elf Aquitaine das Interesse an der Insel. Seit 2002 gibt es in der gleichnamigen Bucht Corisco eine Erdöl- und Erdgasförderung.
2011 wurde im Beisein des Staatspräsidenten der internationale Flughafen der Insel eingeweiht. Es handelte sich um den ersten Besuch eines äquatorialguineischen Staatsoberhauptes auf der Insel.

## Verkehr und Infrastruktur
Trotz der geringen Größe und der wenigen Einwohner besitzt die Insel seit 2011 einen internationalen Flughafen, den im Osten gelegenen Corisco International Airport. Er besitzt eine Landebahn, die nahezu einmal von Norden nach Süden die Insel durchquert. Ausländische Touristen können auf dem Flughafen ein Visum erhalten.
Insbesondere der Süden ist durch Straßen und Pfade recht gut erschlossen, der Nordwesten hingegen nicht.

## Tourismus
Die Insel wird nach und nach touristisch erschlossen. In der Inselmitte und im Hauptort gibt es je eine Unterkunft. Im Nordwesten befindet sich die Zone de Construction de l'Ile Artificielle, auf welche eine halbmondförmige, künstliche Insel aufgeschüttet wird.